# Phorbia xibeina
Phorbia xibeina är en tvåvingeart som beskrevs av Wu, Zhang och Fan 1988. Phorbia xibeina ingår i släktet Phorbia och familjen blomsterflugor. Inga underarter finns listade i Catalogue of Life.